# Monasterio de San Teodosio
El Monasterio de San Teodosio es el nombre de un monasterio ubicado al este de la aldea de Al-Ubeidiya (antigua Cathismus), a 12 kilómetros al este de la actual Belén (Cisjordania), en el mismo borde del desierto de Judea. Es históricamente el primer monasterio, o laura, de monjes ermitaños de Palestina.

## Historia
Según la tradición cristiana, el monasterio de San Teodosio, también conocido en árabe como Deir Dosi o Deir Ibn Obeid, se ubica en el lugar donde los tres Reyes Magos hicieron un descanso en su camino de vuelta de su visita al niño Jesús en Belén. Cuenta la historia que Dios se apareció a los Reyes Magos y les advirtió de que tomaran una ruta alternativa en su camino de vuelta, evitando encontrarse con Herodes, quien les había pedido que volvieran a verle para decirle el lugar exacto del nacimiento de Jesús. De hecho, la cueva donde los Reyes Magos descansaron es hoy una de las principales secciones del monasterio.
El monasterio fue fundado en el año 476 por Teodosio Cenobiarca y tuvo su época dorada entre los siglos V y VII, momento en el que albergó hasta cuatro iglesias y unos 700 monjes y monjas, así como otros 2.500 seguidores que vivían en los alrededores del monasterio.
Además de la iglesia donde se celebraban las misas, hubo una escuela de teología con talleres, establos y otras instalaciones, todos los cuales fueron devastados por el ataque persa en el año 614, que derivó en la masacre de unos 5.000 religiosos. El monasterio recuperó en parte su prosperidad en el siglo XII, pero con la marcha de los Cruzados en el siglo XV se decidió evacuarlo, siendo ocupado por la tribu de los Ibn Obeid; de ahí el nombre que ha recibido desde entonces en la lengua árabe.
En 1881, el director de la Escuela de Teología Sagrada Cruz de Jerusalén compró las ruinas del monasterio a un grupo de beduinos, y en 1896 el Patriarca de Jerusalén puso la primera piedra del nuevo monasterio, que fue finalmente inaugurado en 1952. Todavía se pueden visitar en el monasterio restos de mosaicos, columnas y canalizaciones de agua subterráneas de época bizantina y cruzada. Una serie de 18 escalones llevan a una cueva con muros blancos que marcan el lugar donde los restos de San Teodosio descansan. Hoy en día viven 12 monjes greco-ortodoxos en él.

## Instalaciones
Una cueva de muros blancos marca el lugar donde San Teodosio, el fundador del monasterio, fue enterrado tras su muerte en el año 520. Junto a él yacen también los restos de su madre y de su hermana. El monasterio ha sido reformado para hacerlo accesible a visitantes con movilidad reducida y a personas ancianas. También es adecuado para niños y posee aparcamiento gratuito.
El monasterio está abierto sábados, domingos, lunes, martes y jueves de 9ː00 a 15ː00. Miércoles y viernes permanece cerrado. La entrada es gratuita.

## Galería

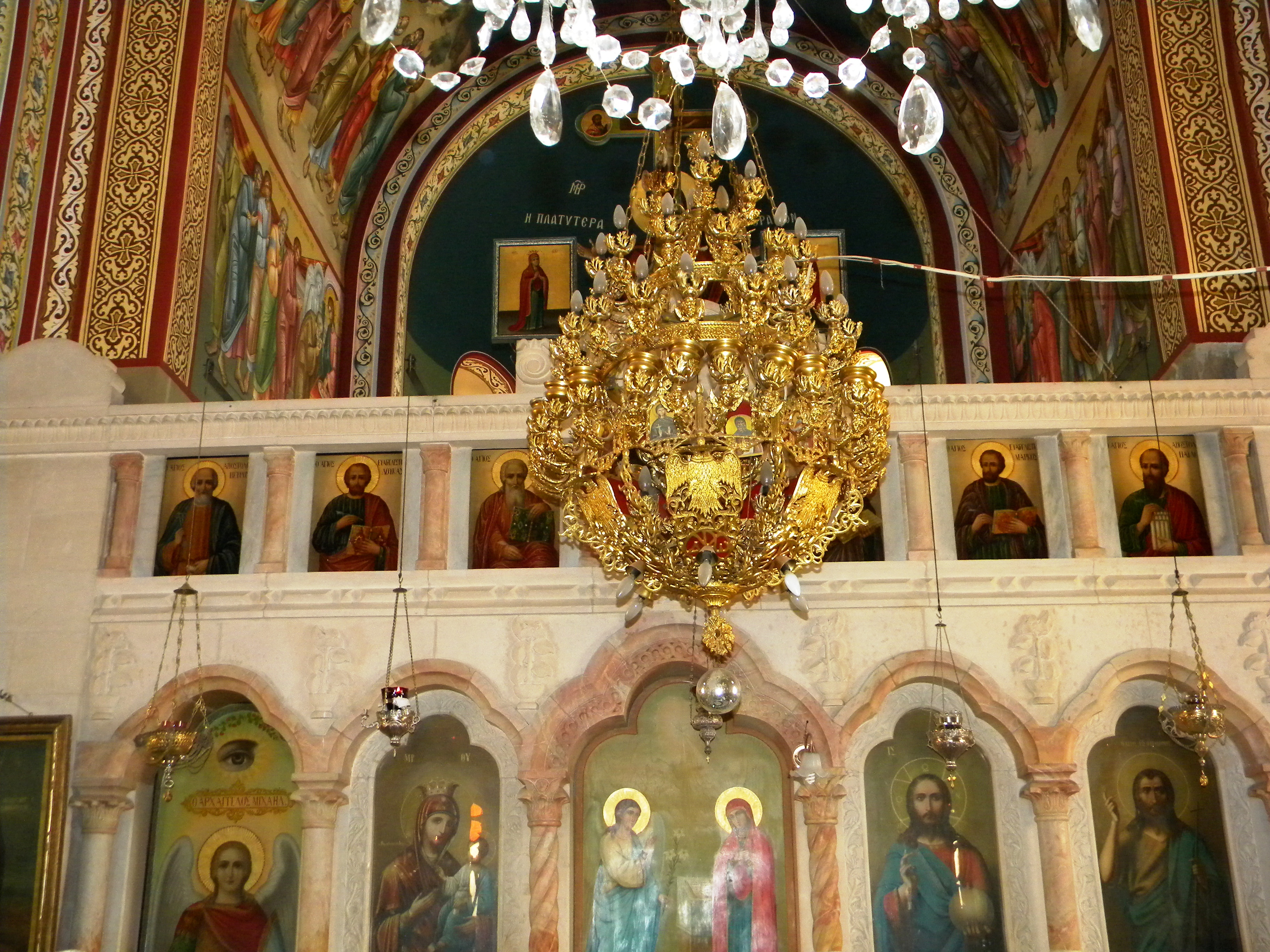
Vista interior con candelabro.
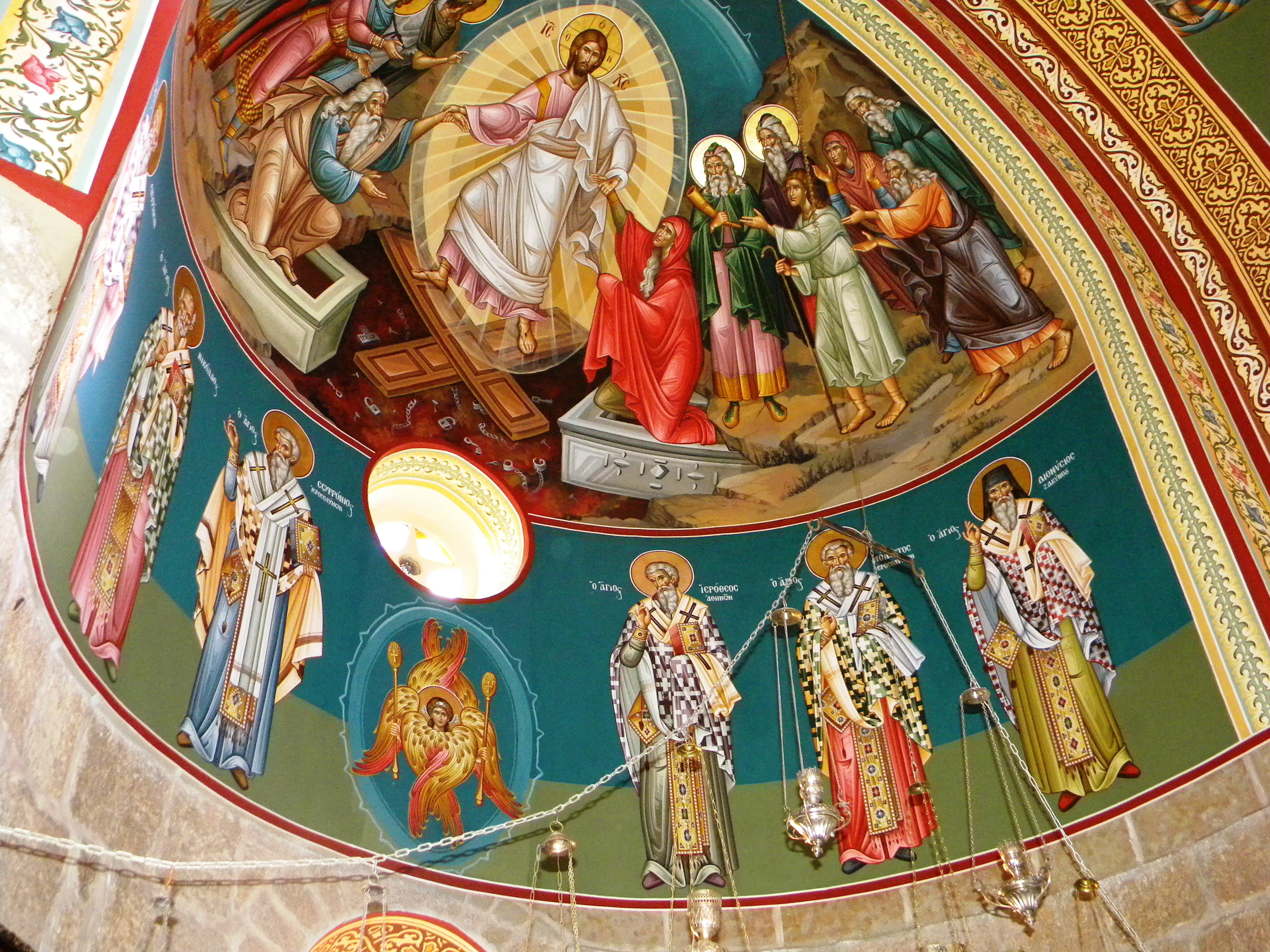
Vista interior
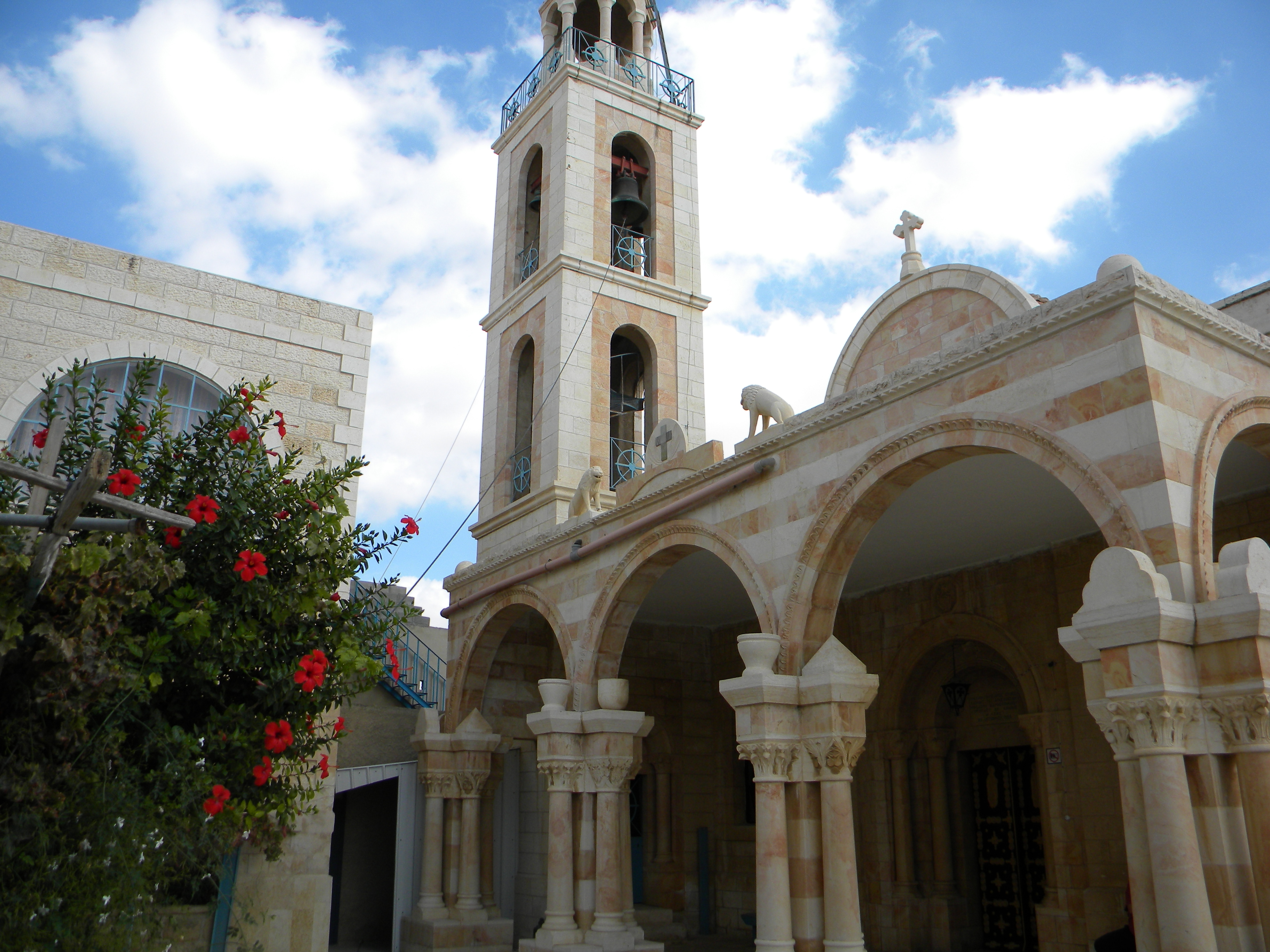
Exteriores
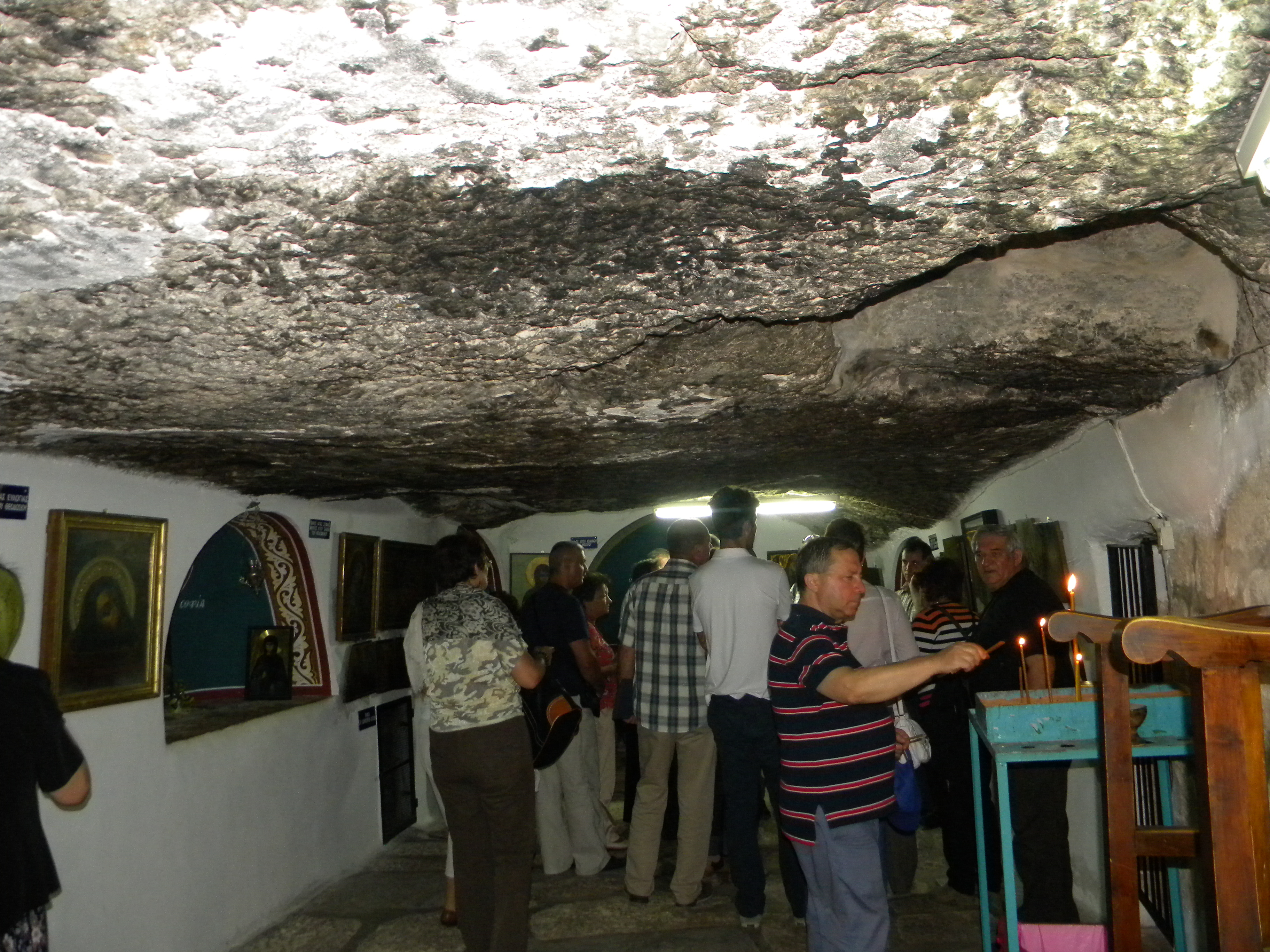
Interior de una de las grutas
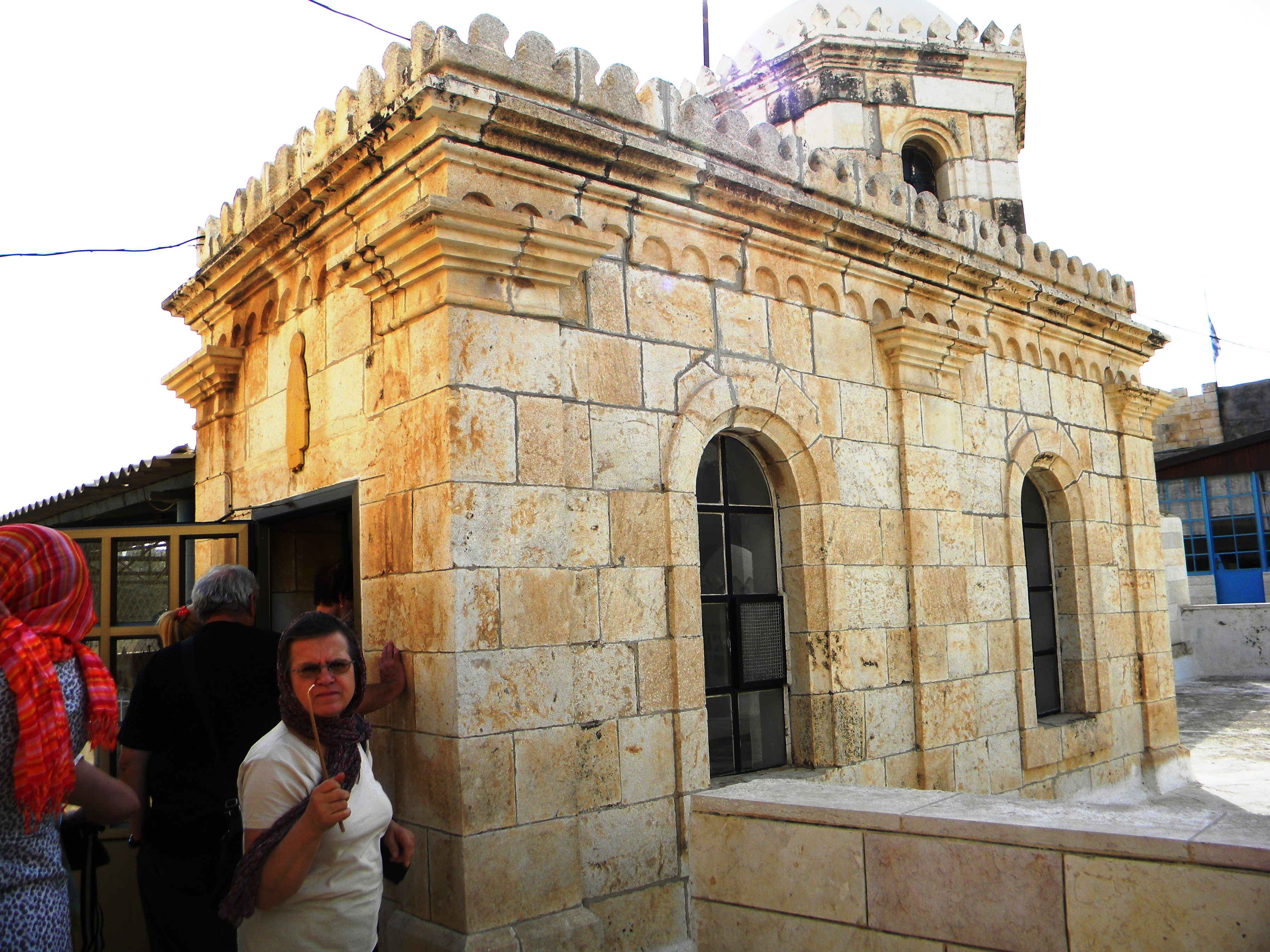
Acceso a la gruta
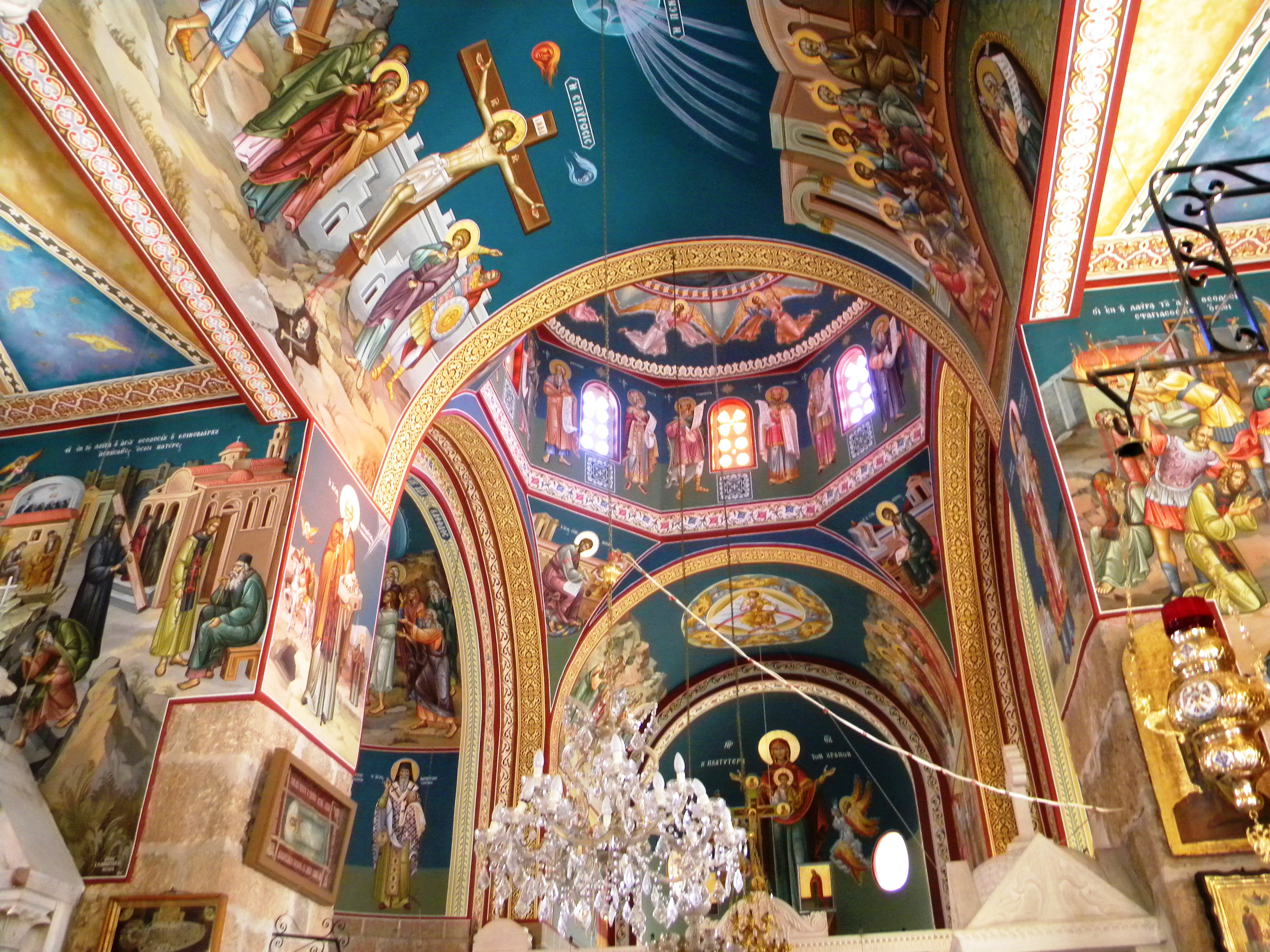
Interior del monasterio
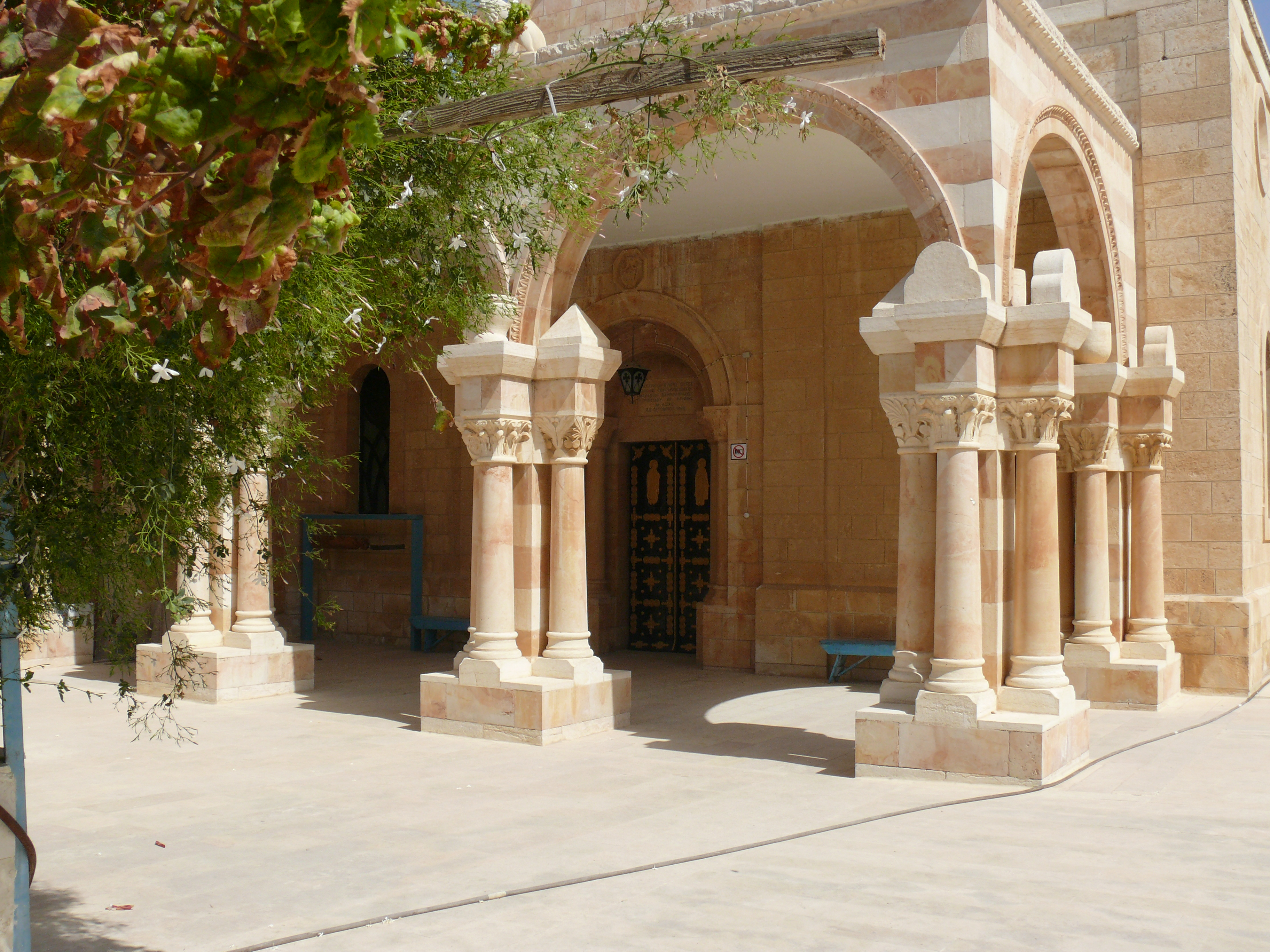
Detalles exteriores
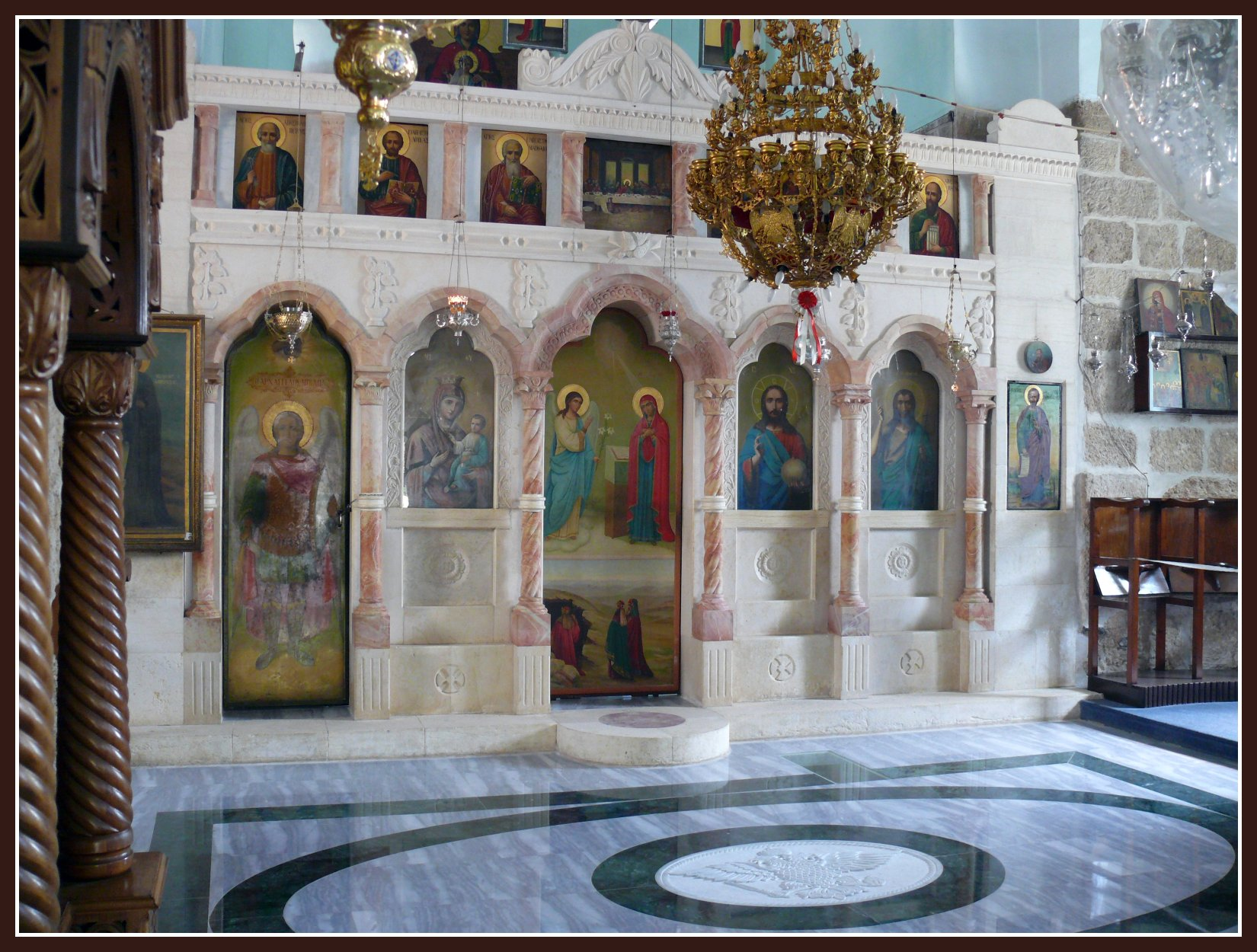
Vista interior